# Casper Sloth
Casper Bisgaard Sloth (* 26. März 1992 in Aarhus) ist ein dänischer ehemaliger Fußballspieler, der auch Länderspiele absolvierte.

## Karriere

### Verein
Casper Sloth begann seine Karriere in der Jugend des zu diesem Zeitpunkt in der dritten Liga spielenden Brabrand IF. Für den Stadtteilverein von Aarhus spielte er bis 2004, bevor er zum größeren Verein Aarhus GF wechselte.
Im Dezember 2009 gab er im Alter von 17 Jahren sein Debüt als Profi in der Superliga für Aarhus. Mit dem Verein stieg er jeweils in den Spielzeiten 2009/10 und 2013/14 in die zweite Liga ab. Als Zweitligameister gelang 2011 der direkte Wiederaufstieg. Nach dem zweiten Abstieg 2014 wechselte Sloth für eine Ablösesumme von umgerechnet 800.000 € nach England zum dortigen Zweitligisten Leeds United. Für Leeds kam er in seiner ersten Saison auf dreizehn Einsätze in der Liga. In der folgenden Spielzeit blieb er ohne jegliche Berücksichtigung. Er wechselte daraufhin aus seinem noch bis zum Jahr 2017 laufenden Vertrag in Leeds heraus zurück nach Dänemark. Für eine Ablöse von 700.000 € unterschrieb er bei Aalborg BK.
Bereits ein Jahr später wechselte Sloth zu Silkeborg IF. Dort verbrachte er die folgenden zwei Jahre, bis er einen Vertrag beim FC Motherwell aus Schottland unterschrieb. Nach nur einem Einsatz im Ligapokal gegen Annan Athletic im Juli 2019, blieb er für Motherwell ohne weiteren Einsatz. Im Januar 2020 wurde der Vertrag in Schottland aufgelöst.

### Nationalmannschaft
Casper Sloth spielte zwischen den Jahren 2008 und 2013 für verschiedene Juniorenmannschaften des dänischen Fußballverbands, bevor er später auch sein Debüt in der A-Nationalmannschaft gab.
Sein Debüt auf internationaler Ebene für Dänemark gab er am 27. August 2008 in der U17 gegen die Ukraine während des Syrenka Cup in Polen. Ab 2009 spielte Sloth in der U18-Auswahl, mit der er unter anderem am Copa del Atlántico in Spanien teilnahm.
Im Jahr 2010 spielte er dreimal in der U19. Ein Jahr später nahm er mit der U20 am Milk Cup in Nordirland teil. Dabei wurde das Finale gegen den Gastgeber gewonnen. Sloth erzielte im Turnierverlauf zwei Tore im Spiel gegen Israel.
Zwischen 2011 und 2013 absolvierte er zehn Spiele für die Dänische U21. Am 14. November 2012 debütierte er in der A-Nationalmannschaft gegen die Türkei in Istanbul, als er in der Startelf stand. Sein letztes von insgesamt acht Länderspielen absolvierte er im März 2014 im Wembley-Stadion von London gegen England.